# Scott Bradlee
Pour les articles homonymes, voir Bradlee.
 (avril 2021).
La mise en forme du texte ne suit pas les recommandations de Wikipédia : il faut le « wikifier ».
Les points d'amélioration suivants sont les cas les plus fréquents :
- Les titres sont pré-formatés par le logiciel. Ils ne sont ni en capitales, ni en gras.
- Le texte ne doit pas être écrit en capitales (les noms de famille non plus), ni en gras, ni en italique, ni en « petit »…
- Le gras n'est utilisé que pour surligner le titre de l'article dans l'introduction, une seule fois.
- L'italique est rarement utilisé : mots en langue étrangère, titres d'œuvres, noms de bateaux, etc.
- Les citations ne sont pas en italique mais en corps de texte normal. Elles sont entourées par des guillemets français : « et ».
- Les listes à puces sont à éviter, des paragraphes rédigés étant largement préférés. Les tableaux sont à réserver à la présentation de données structurées (résultats, etc.).
- Les appels de note de bas de page (petits chiffres en exposant, introduits par l'outil «  Source ») sont à placer entre la fin de phrase et le point final[comme ça].
- Les liens internes (vers d'autres articles de Wikipédia) sont à choisir avec parcimonie. Créez des liens vers des articles approfondissant le sujet. Les termes génériques sans rapport avec le sujet sont à éviter, ainsi que les répétitions de liens vers un même terme.
- Les liens externes sont à placer uniquement dans une section « Liens externes », à la fin de l'article. Ces liens sont à choisir avec parcimonie suivant les règles définies. Si un lien sert de source à l'article, son insertion dans le texte est à faire par les notes de bas de page.
- La présentation des références doit suivre les conventions bibliographiques. Il est recommandé d'utiliser les modèles {{Ouvrage}}, {{Chapitre}}, {{Article}}, {{Lien web}} et/ou {{Bibliographie}}. Le mode d'édition visuel peut mettre en forme automatiquement les références.
- Insérer une infobox (cadre d'informations à droite) n'est pas obligatoire pour parachever la mise en page.

Pour une aide détaillée, merci de consulter Aide:Wikification.
Si vous pensez que ces points ont été résolus, vous pouvez retirer ce bandeau et améliorer la mise en forme d'un autre article.
Scott Bradlee (né le 19 septembre 1981)  est un musicien, pianiste et arrangeur américain. Il est surtout connu pour ses vidéos virales sur YouTube, y compris son travail sous le nom de Postmodern Jukebox (PMJ) - un collectif d'artistes en constante évolution et en rotation jouant de la musique populaire dans des styles d'époque (swing, jazz, soul...).

## Biographie
Scott grandit dans la localité de Pattenburg, Union Township, Hunterdon County, New Jersey, où il tombe amoureux du jazz à l'âge de 12 ans après avoir entendu pour la première fois Rhapsody in Blue de George Gershwin,,. Il fait ses études au lycée de North Hunterdon et plus tard à l'université de Hartford.
Scott Bradlee devient ensuite un artiste reconnu sur la scène jazz de New York et est le directeur musical d'une expérience de théâtre interactive et off-Broadway appelée Sleep No More.
En quête d'inspiration créative, Scott commence à retravailler la musique pop. En 2009, il sort "Hello My Ragtime '80s", incorporant le piano de style ragtime dans la musique pop des années 1980. Après avoir joué et expérimenté sur la scène du restaurant Robert où il est régulièrement engagé, il sort la compilation Mashups by Candlelight. Il gagne ensuite en popularité en 2012 avec A Motown Tribute to Nickelback, une collaboration avec des musiciens locaux qui adapte les chansons de Nickelback dans le style de la musique R&B des années 1960.
En 2013, Scott Bradlee commence à travailler plus sérieusement pour créer Postmodern Jukebox, un collectif de musiciens produisant des reprises de chansons pop dans des styles vintage, notamment le jazz, le ragtime et le swing. Le groupe se fait connaître du grand public avec sa reprise style doo-wop de " We Can't Stop " de Miley Cyrus, mettant en vedette la chanteuse Robyn Adele Anderson et des artistes invités, The Tee-Tones. Avec l'augmentation de la notoriété du groupe, Scott Bradlee est interviewé par des organes de presse tels que NPR et joue également en direct sur Good Morning America et Fuse. Le groupe visite les bureaux new-yorkais du magazine Cosmopolitan pour une revue de leur travail et de leurs chansons les plus populaires de l'année.
Plusieurs artistes font publiquement part de leur estime pour le travail du groupe. Parmi les musiciens éminents invités du groupe figurent Dave Koz, qui collabore avec eux sur des reprises de jazz de " Careless Whisper" et de la musique du générique de la série Game of Thrones et Niia, qui se joint à eux pour une version "space jazz" de " The End of the World ". La collaboration de Postmodern Jukebox en octobre 2013 avec Puddles Pity Party sur une reprise de " Royals " de Lorde a suscité un engouement particulièrement fort ; en juin 2020, cette vidéo reste parmi les cinq plus populaires sur la chaîne YouTube de Scott Bradlee avec plus de 28,6 millions de vues.
En 2013, Scott Bradlee est sollicité par l'industrie du jeu vidéo, participant à la bande originale de BioShock Infinite de 2K Games, qui comprend quatre de ses arrangements : 
- une reprise de " Everybody Wants to Rule the World " de Tears for Fears (piano et chant),
- une reprise jazzy ragtime de " Tainted Love " de Gloria Jones (arrangement, piano)[11],
- et des reprises de " Shiny Happy People " de REM (arrangement et piano) et " After You've Gone " (arrangement, piano)[12].

Début septembre 2014, il publie une interprétation au style jazz des années 1940 de " All About That Bass " appelée "All About That (Upright) Bass", avec Kate Davis chantant en solo tout en jouant de la contrebasse, Dave Tedeschi à la batterie et lui-même au piano. La vidéo est vue 8 millions de fois en trois mois. De plus en 2014, la chaîne YouTube de Postmodern Jukebox est classée 42e du classement "Top 100 Channels" du site NewMediaRockstars.
De la fin de 2014 à 2015, Postmodern Jukebox réalise de nombreuses tournées à travers l'Amérique et l'Europe avec une rotation de divers musiciens membres du collectif. Le 24 février, Postmodern Jukebox est en tête d'affiche du Dubai Jazz Festival, aux côtés de Sting, Toto, Chris Botti et David Gray. Le 26 février, le groupe lance une tournée internationale de 75 dates au Vicar Street à Dublin et qui se termine le 4 juin à Ankara, en Turquie.
Début février 2016, Scott Bradlee et Postmodern Jukebox reprennent la chanson de David Bowie "Heroes" en l'honneur de la journée mondiale contre le cancer - avec la voix de Nicole Atkins. Le morceau devient l'un de ses arrangements les plus populaires à ce jour et est commercialisé sur iTunes afin de lever des fonds pour le Cancer Research Institute.
En 2016, Heineken annonce son partenariat avec Formula One Management et publie en septembre son premier spot publicitaire "Si vous conduisez, ne buvez jamais" mettant en vedette Jackie Stewart (le "Flying Scot") avec la reprise de "Heroes" comme le bande son.
En 2016, le magazine Adweek désigne Scott Bradlee comme l'un des 20 créateurs de contenu de référence dans le domaine de créativité pour l'année 2016.
Le 12 juin 2018, Scott Bradlee publie son premier livre, un mémoire intitulé «Outside The Jukebox: How I Turned My Vintage Music Obsession into My Dream Gig». Le livre recueille des critiques élogieuses d'artistes tels que Kristin Chenoweth et Mick Fleetwood, ainsi que des citations de Publishers Weekly, The Weekly Standard, et Billboard .

## Postmodern Jukebox

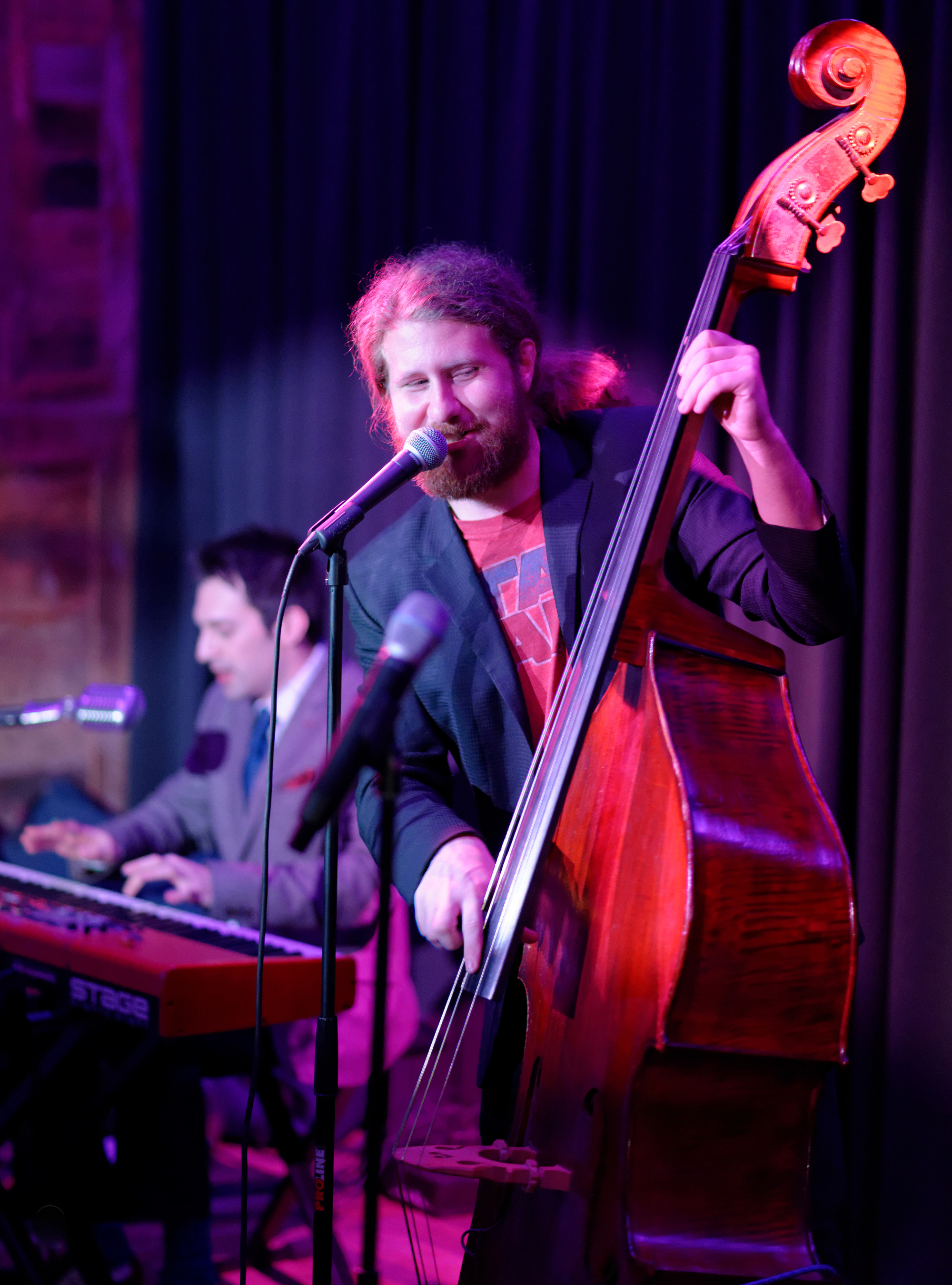
Scott Bradlee, accompagnant Casey Abrams lors d'un concert Postmodern Jukebox.

Scott Bradlee est principalement connu pour avoir créé le collectif Postmodern Jukebox. En juin 2020, la chaîne YouTube Postmodern Jukebox comptait plus de 4,8 millions d'abonnés et dépassait 1,45 milliard de vues.
Chaque semaine, Postmodern Jukebox publie une nouvelle vidéo sur YouTube, dont la plupart sont filmées simplement dans le salon de Scott. Le groupe reprend des chansons d'artistes allant de Lady Gaga et The Strokes à Katy Perry et les White Stripes. Depuis leurs débuts en tant que petit groupe d'amis faisant de la musique dans un sous-sol du Queens, New York, Postmodern Jukebox inclus 70 artistes différents et s'est produit sur six continents.

## Discographie

### Albums
| Année | Album                                        | Positions dans les charts      | Positions dans les charts                 | Positions dans les charts     | Remarques                                                |
| Année | Album                                        | Classement du Billboard (Jazz) | Classement du Billboard (Top Heatseekers) | Meilleurs albums indépendants | Remarques                                                |
| ----- | -------------------------------------------- | ------------------------------ | ----------------------------------------- | ----------------------------- | -------------------------------------------------------- |
| 2012  | Mashups by Candlelight                       | -                              | -                                         | -                             |                                                          |
| 2013  | A Motown Tribute to Nickelback               | -                              | -                                         | -                             |                                                          |
| 2013  | Mashups by Candlelight, Vol. 2               | -                              | -                                         | -                             |                                                          |
| 2013  | Introducing Postmodern Jukebox (EP)          | 8                              | 31                                        | -                             |                                                          |
| 2014  | Twist is the New Twerk                       | 4                              | 7                                         | 48                            |                                                          |
| 2014  | Clubbin′ With Grandpa                        | 4                              | -                                         | -                             |                                                          |
| 2014  | Saturday Morning Slow Jams                   | -                              | -                                         | -                             |                                                          |
| 2014  | Historical Misappropriation                  | 3                              | 7                                         | 43                            | # 20 sur les albums de Billboard Jazz: fin d'année 2015. |
| 2014  | A Very Postmodern Christmas                  | 7                              | 22                                        | -                             |                                                          |
| 2015  | Selfies on Kodachrome                        | 6                              | -                                         | -                             |                                                          |
| 2015  | Emoji Antique                                | 8                              | -                                         | -                             |                                                          |
| 2015  | Swipe Right For Vintage                      | 5                              | 19                                        | -                             |                                                          |
| 2015  | Top Hat On Fleek                             | 6                              | 20                                        | -                             |                                                          |
| 2016  | PMJ And Chill                                | -                              | -                                         | -                             |                                                          |
| 2016  | Swing the Vote!                              | -                              | -                                         | -                             |                                                          |
| 2016  | PMJ Is For Lovers (The Love Song Collection) | -                              | -                                         | -                             |                                                          |
| 2016  | Squad Goals                                  | -                              | -                                         | -                             |                                                          |
| 2017  | 33 Resolutions Per Minute                    | -                              | -                                         | -                             |                                                          |
| 2017  | Fake Blues                                   | -                              | -                                         | -                             |                                                          |